# Oleg Ménxikov
Oleg Ievguénievitx Ménxikov (en rus: Оле́г Евге́ньевич Ме́ньшиков), nascut el 8 de novembre de 1960, en l'óblast de Moscou, URSS), és un actor de cinema i teatre i director de teatre soviètic i rus, Artista del Poble de Rússia (2003). Tres vegades guanyador del premi Estatal de la Federació Rusa (1995, 1997, 1999) Director artístic del Teatre Iermólova des de 2012. Toca el piano, el violí i la guitarra.

## Biografia
Oleg Ménxikov va néixer el 8 de novembre de 1960 a la ciutat de Sérpukhov óblast de Moscou, en la família de Ievgueni Ménxikov (1934) — un enginyer militar i  la neuròloga Ielena Innokéntievna Ménxikova (1933). Després de graduar-se de secundària i escoles de música (1977) va entrar al Teatre Sxepkin, en el curs de Vladímir Monàkhov.
Acabats els seus estudis a  l'escola de teatre, el 1981 va entrar al Petit teatre. Un any més tard va ser cridat a l'exèrcit Soviètic i va servir al teatre de l'Exèrcit Rus . El 1985 Ménxikov es va incorporar a la troupe del Teatre Iermólova, on va treballar fins a l'any 1989, després d'haver interpretat diversos  personatges notables. El 1995, va organitzar la seva companyia de teatre anomenada "Companyia 814" ("Товарищество 814").
Com a actor lliure Ménxikov va interpretar Calígula a l'obra homònima el 1990, amb el director Piotr Fomenko; Serguei Iessenin a l'obra "Quan ballava" el 1991 al teatre londinenc "The Globe" i d'altres papers. El 2004 es va  casar amb l'actriu Anastassia Txernova. A començaments de 2008, va posar en escena el seu primer espectacle en solitari "1900" a l'escenari del teatre dramàtic de Moscou en el marc del festival "El jardí dels cirerers". Al festival "El jardí dels cirerers" el 2011 va ser presentada l'orquestra d'Oleg Ménxikov amb el director titular, Denís Vinogràdov. 
El 4 d'abril del 2012 va ser nomenat Director artístic del Teatre Iermólova.

## Les obres del teatre

### Centre de teatre de l'Exèrcit Soviètic
- 1981 — "Rellotge sense busques", de la novel·la de Borís Rakhmanin. Dirigida per Iuri Ieriómin, N. Petrov — paper Vassiukov[9]
- 1981 — "El Bosc" de Aleksandr Ostrovski. Director: Vladímir Motil — paper Aleksei Bulànov
- 1983 — "L'idiota" de la novel·la de Fiódor Dostoievski. Director: Iuri Ieriómin — paper Gània Ívolguin[10][11]
- 1985 — "Tropa" de Aleksei Dúdarev. Director: Iuri Ieriómin — paper Lionka-"Oduvàntxik"[12][13]

### Teatre dramàtic de Moscou Iermolova
- 1985 — "Parlem!", dramatització de Aleksandr Buravski, assajos de Valentín Ovetxkin. Director: V. V. Fokin — paper Secretari
- 1986 — "Esportiu de 1981" en l'obra de Édvard Radzinski. Director: Valeri Fokin — paper Serioja[14]
- 1988 — "Segon any de llibertat" sobre l'obra de Aleksandr Buravski. Director: Valeri Fokin — paper Robespierre[15][16][17]

### Teatre Mossovet
- 1990 — Calígula, obra d'Albert Camus. Director: Piotr Fomenko — paper Calígula[18]

### Altres projectes teatrals

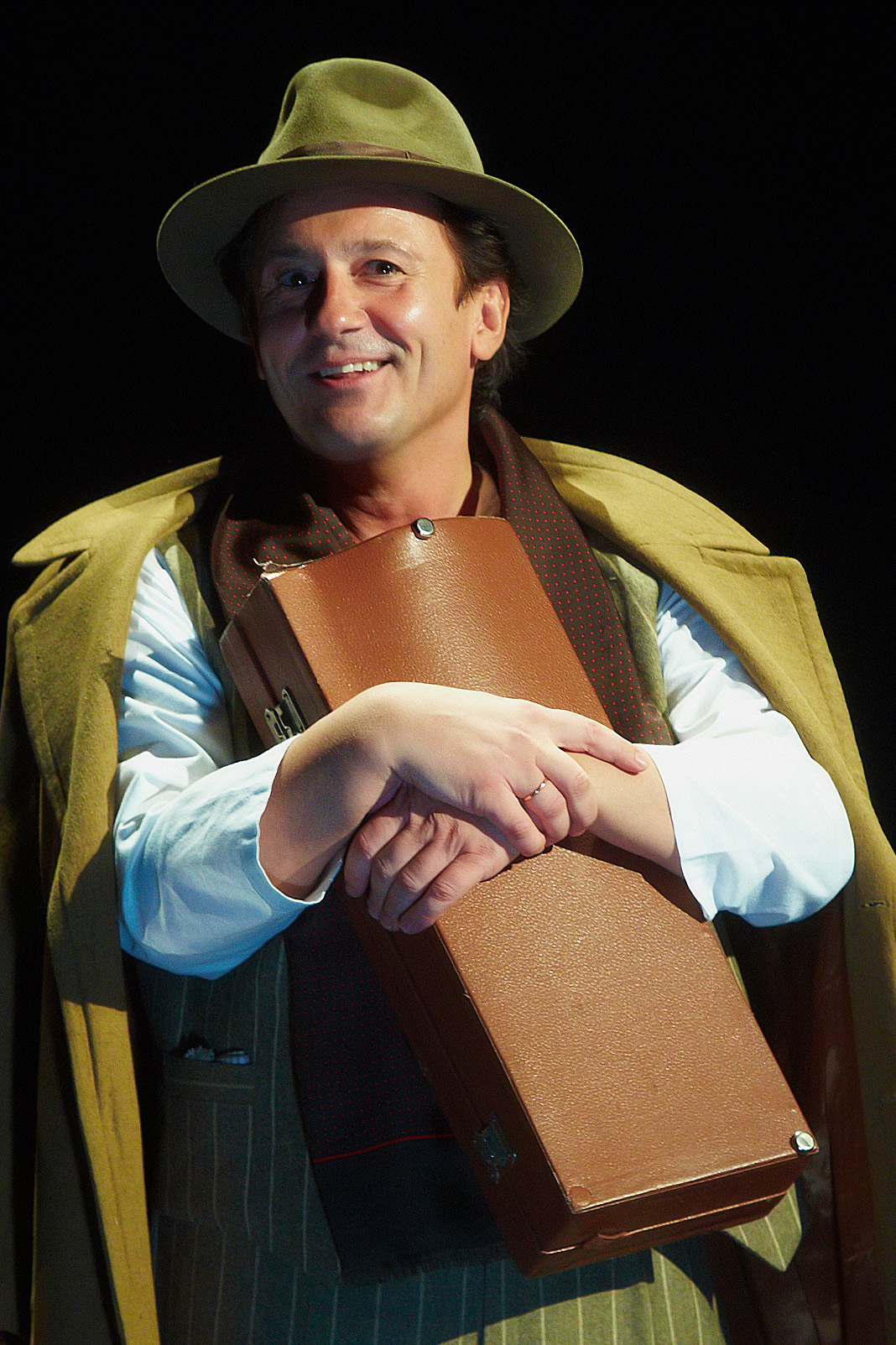
Oleg Ménxikov en l'obra "1900"

- 1991 — "Quan ballava", obra de Martin Sherman. Director: Robert Alan Ackerman — Serguei Iessenin (Teatre The Globe, Londres) el Premi Laurence Olivier, de l'Acadèmia Britànica de les arts escèniques — «per la destacada actuació en el paper secundario», 1992[19]
- 1992 — "Els Jugadors" de Nikolai Gógol. Director: Dalia Ibelgauptaite — Ihara (al Teatre Triscl de Londres)[20]
- 1993 — "N" / "Nijinski", en el paper de Vàtslav Nijinski, l'autor de fonaments dramàtics A. A. Burikin — Vàtslav Nijinski (Agència Teatral "Boguis")[21]
- 1994 — "Quan ballava", obra de Martin Sherman. Director: Patrice Kerber — Serguei Iessenin (Teatre la Comèdia als Champs-elysées, París)[22]
- 2008 — "1900" monòleg basat en la novel·la d'Alessandro Baricco. Direcció: O. Ménxikov. (Teatre de l'Associació d'O. Ménxikov) — El trompetista, l'home del segle xx[23][24][25]

### Companyia teatral 814
- 1998 — "El Dol des de la ment" Aleksandr Griboiédov. Director: Oleg Ménxikov — I[26][27]
- 2000 — "La Cuina", basada en l'obra de Maksim Kúrotxkin. Director: Oleg Ménxikov — Gunter[28]
- 2001 — "Els Jugadors" de Nikolai Gógol. Director: Oleg Ménxikov — Consol[29]

### Direcció d'obra en el teatre
- 1998 — "Ai de l'enginy", un joc per Aleksandr Griboiédov / "companyia Teatral 814"[30]
- 2000 — "Cuina" obra de Maksim Kúrotxkin / "companyia Teatral 814"[31][32]
- 2001 — "Els Jugadors", obra de Nikolai Gógol / "companyia Teatral 814"
- 2008 — "1900", monòleg basat en la novel·la d'Alessandro Baricco,[33] dir. O. Ménxikov, etc. / "Teatre Associació O. Ménxikov"[34]
- 2011 — "Orquestra de somnis. Coure" / Teatre Iermolova[35]
- 2016 — "Sort" en l'obra Extasy rave de Constanze Dennig, amb traducció de la versió escènica de Valeri Petxeikin / Teatre Iermólova[36]

## Filmografia
1. 1980 — Жду и надеюсь — Espero i confio
2. 1981 — Родня — Els parents
3. 1982 — Покровские ворота — La Porta Pokrovskie
4. 1982 — Полёты во сне и наяву — Vols en somnis i en la realitat
5. 1983 — Поцелуй — El petó
6. 1984 — Полоса препятствий — Línia d'obstacles
7. 1984 — Капитан Фракасс — El capità Fracasse
8. 1985 — Володя большой, Володя маленький — Volódia el gran, Volódia el petit
9. 1986 — Мой любимый клоун — El meu pallasso favorit
10. 1986 — По главной улице с оркестром — Amb l'orquestra pel carrer principal
11. 1986 — Михайло Ломоносов — Mikhaïl Lomonóssov
12. 1987 — Моонзунд — Moonsund
13. 1988 — Брызги шампанского — Gotes de xampany
14. 1989 — Жизнь по лимиту — La vida al límit
15. 1989 — Лестница — L'escala
16. 1990 — Яма — El clot
17. 1992 — Дюба-дюба — Diuba-diuba
18. 1994 — Утомлённые солнцем — Cremat pel sol
19. 1996 — Кавказский пленник — Kavkazskiy plennik
20. 1998 — Сибирский цирюльник — The Barber of Siberia
21. 1999 — Восток-Запад — Est-Oest
22. 1999 — Мама — Mama
23. 2003 — Главный подозреваемый 6: Последний свидетель / El sospitós principal 6: L'últim testimoni
24. 2005 — Статский советник — El Canceller de l'Estat
25. 2006 — Золотой телёнок — El vedell d'or
26. 2006 — Доктор Живаго — Doctor Jivago, sèrie de TV
27. 2010 — Утомлённые солнцем 2: Предстояние — Cremat pel sol 2
28. 2010 — О чём говорят мужчины — De què parlen els homes
29. 2013 — Легенда № 17 — Llegenda número 17

## Honors i premis
- Decret Presidencial pel que és guardonat amb l'Orde d'Honor (8 de novembre de 2010) per la seva gran contribució al desenvolupament de l'art cinematogràfic nacional i els seus molts anys d'activitat creativa.

### Cinema
- Pel paper a la pel·lícula "Moonsund" (1987) - Medalla de Plata A.P. Dovjenko;
- Pel paper a la pel·lícula Cremat pel sol (1994) - Premi Estatal de Rússia el 1995;[37]
- "Poma verda - Fulla d'or" - Premi Professional al millor actor;
- Premi de Cinema - millor actor de l'any;
- Pel paper a la pel·lícula Kavkazski plénnik (1996) - Premi Estatal de Rússia el 1997 ;[38]
- Gran Premi del Festival "Kinotavr" al millor actor;
- Premi cinematogràfic professional "Nika" 1997 al millor actor per «Kavkazski plénnik» - El presoner del Caucas.
- Premi al millor actor al Festival Internacional de Cinema "Perla del Bàltic" del 1997 «Kavkazski plénnik - El presoner del Caucas.
- Premi independent "Triümf" de Rússia per la seva contribució a la cultura nacional (1996).
- Premi "Àries d'Or" de l'any 1996.
- Pel seu paper a la pel·lícula "The Barber of Siberia" (1998) - Premi Estatal de Rússia el 1999.[39]

### Teatre
- Pel seu paper a l'obra "Calígula" (1990) - Premi i Diploma del Festival "Temporades moscovites"
- Pel paper a l'obra "Quan ballava" (1991) - Premi de l'Acadèmia Britànica d'Art Dramàtic "Laurence Olivier" de [1992.
- Pel paper a l'obra «N» (1993) premi teatral "Rosa de Cristal de Víktor Rózov"
- El 2003, per la seva gran contribució en el camp de l'art va ser guardonat amb el títol honorífic d'Artista del Poble de Rússia» per Decret Presidencial.[40]
- El 2003 Oleg Ménxikov va ser un dels principals premis francesos al camp de l'art Orde de les Palmes Acadèmiques" per Decret de Govern.
- Per al projecte de teatre "Mil nou" - el premi anual de teatre "Moskovski Komsomólets" de 2008.[41]